# Château de Lordat à Bram
Ne doit pas être confondu avec Château de Lordat.
Pour les articles homonymes, voir Lordat (homonymie).
Le château de Lordat est situé sur la commune de Bram dans le département de l'Aude en Occitanie, à 21 km de Carcassonne et à 16 km de Castelnaudary. Il abrite un établissement et service d'aide par le travail autour d'un atelier de cartonnage, d'une blanchisserie et d'un restaurant,.

## Historique
En 1582, l'ancien château de Bram situé dans le village circulaire est pris d'assaut par les huguenots qui tentent vainement de contenir le siège entrepris par les catholiques de la Ligue. C'est dans ce contexte que Paul-Jacques de Lordat (1554-1635), seigneur de Prunet établi sur la commune d'Arzens (dont la famille est originaire de l'Ariège où elle possédait le château de Lordat démantelé sur l'ordre d'Henri IV en 1582 dans le comté de Foix) achète par contrat, la baronnie de Bram le 10 juin 1598, à Aldonce de Bernuy (1545-1612), petite-fille de Jean de Bernuy (vers 1475-1540), riche marchand de pastel installé à Toulouse. Elle comprend les paroisses de Bram, Buzarens, Villarzens et Villesiscle, sur laquelle estt transféré, en 1719, le titre de baronnie des États de Languedoc, attaché à la terre de Clermont-Lodève. 
Le château actuel est construit au milieu du XVIIIe siècle par François-Anne-Louis de Lordat (1734-1787), en réemployant les pierres provenant des remparts et des portes du village, causant la colère des villageois. L'ensemble du bâtiment est encore imposant malgré les nombreuses modifications intervenues ultérieurement dans ses agencements extérieurs, notamment lors de la construction de la ligne de chemin de fer de Bordeaux à Sète en 1857 qui ampute une partie du parc. L'entrée est déplacée à son emplacement actuel à cette époque. Au centre du mur de clôture en arc de cercle, entre les pilastres surmontés de pot à feu, la grille ouvragée marque l'entrée du domaine. Ce portail monumental s'ouvre sur l'ancien jardin à la française et le château, dont la façade de style classique comporte un avant-corps dominé par les armes de la famille se lisant « d'or à la croix de gueule ». Deux cadrans solaires sont également visibles sur la façade principale de part et d'autre. Celle-ci conserve son droit seigneurial jusqu'à la Révolution où sont brûlés le 22 frimaire de l'an II face à l'ancienne entrée du château, les titres féodaux de la famille de Lordat en présence de la garde nationale et des élus,. La famille revient habiter dans ce château à partir de l'époque napoléonienne avant de le quitter pour celui de « Sainte-Gemme », dans la même commune.

Galerie photographique
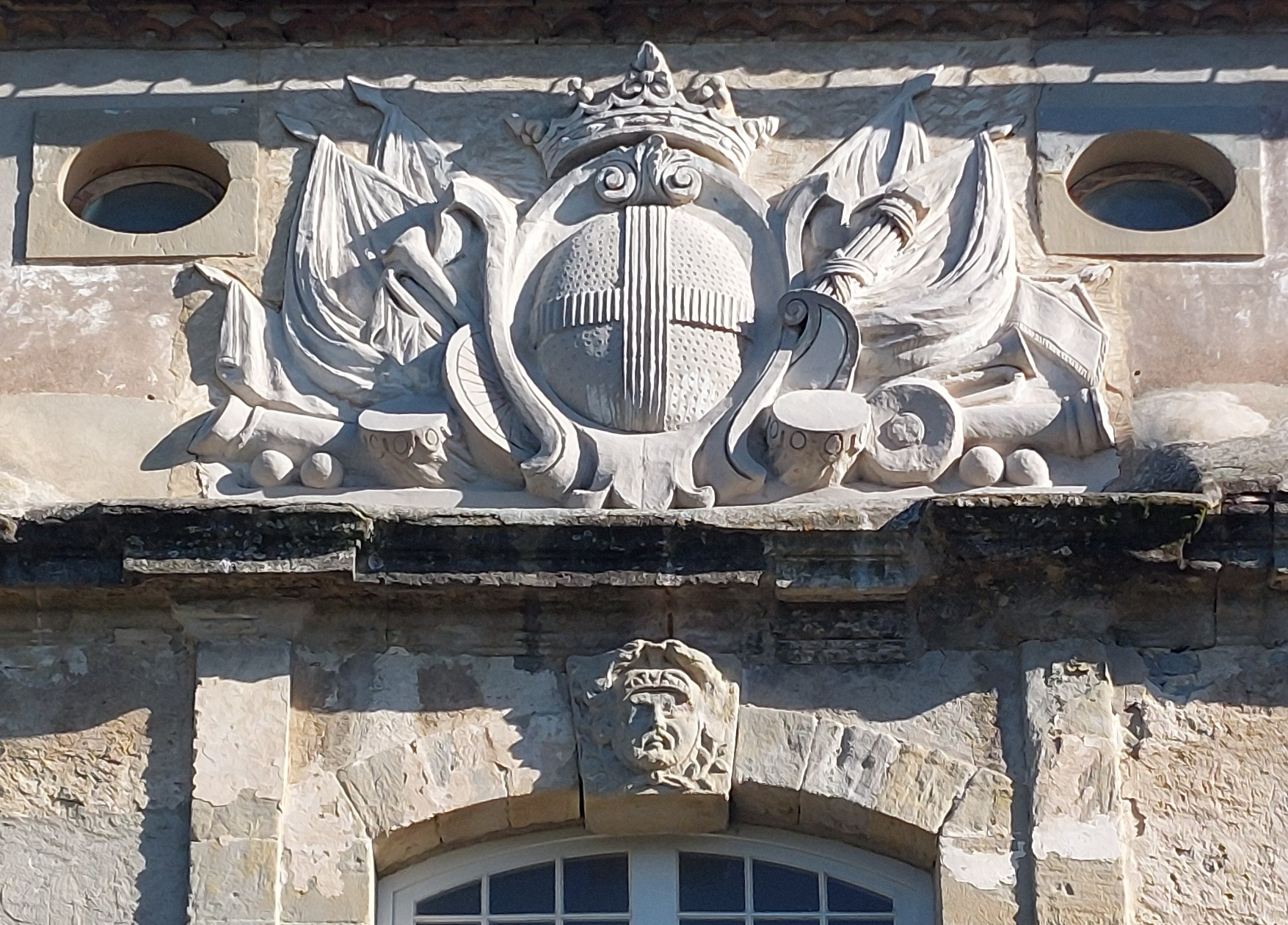
Les armes de la famille de Lordat, situées sur le fronton du château.
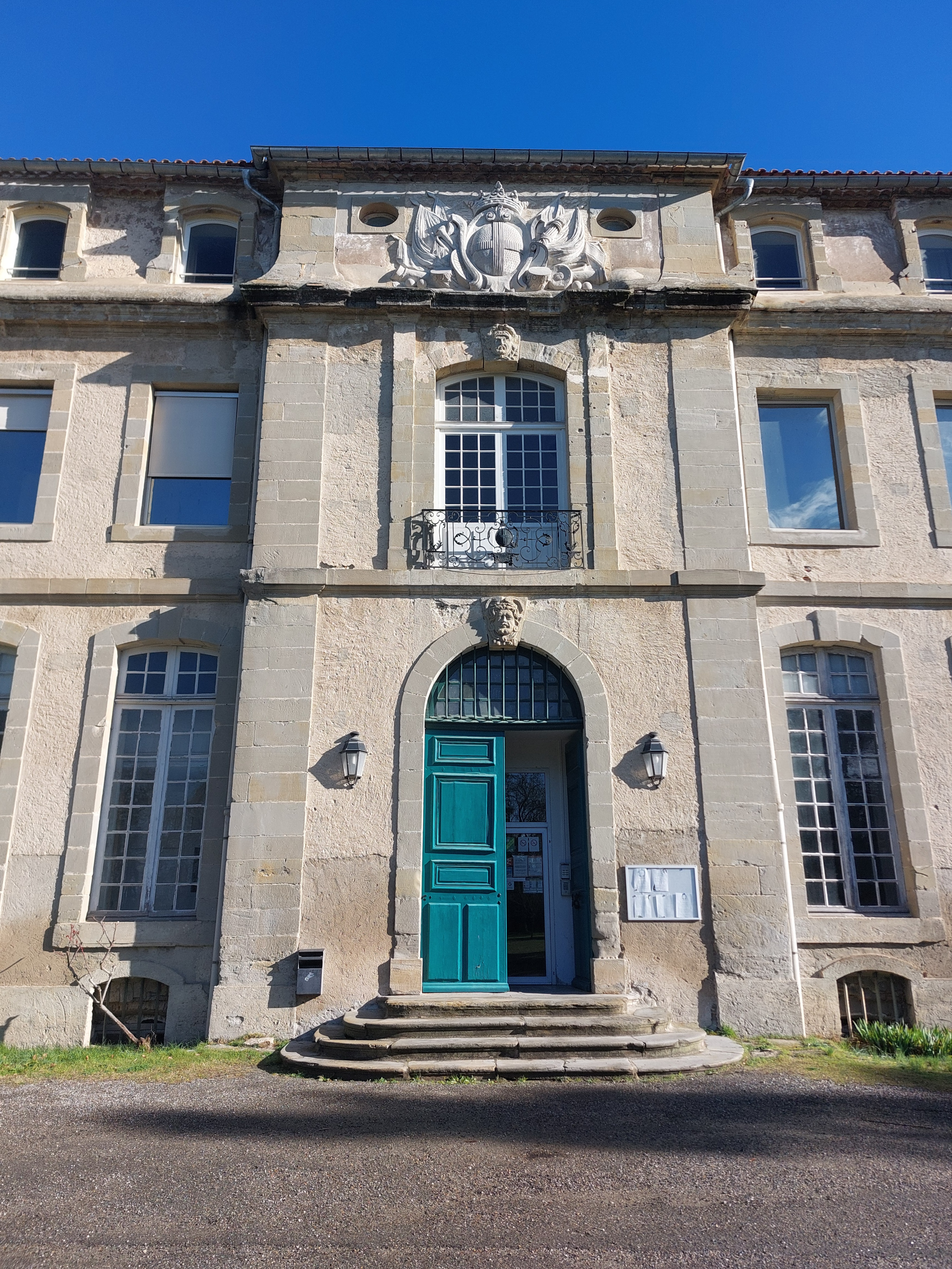
Entrée principale du château.
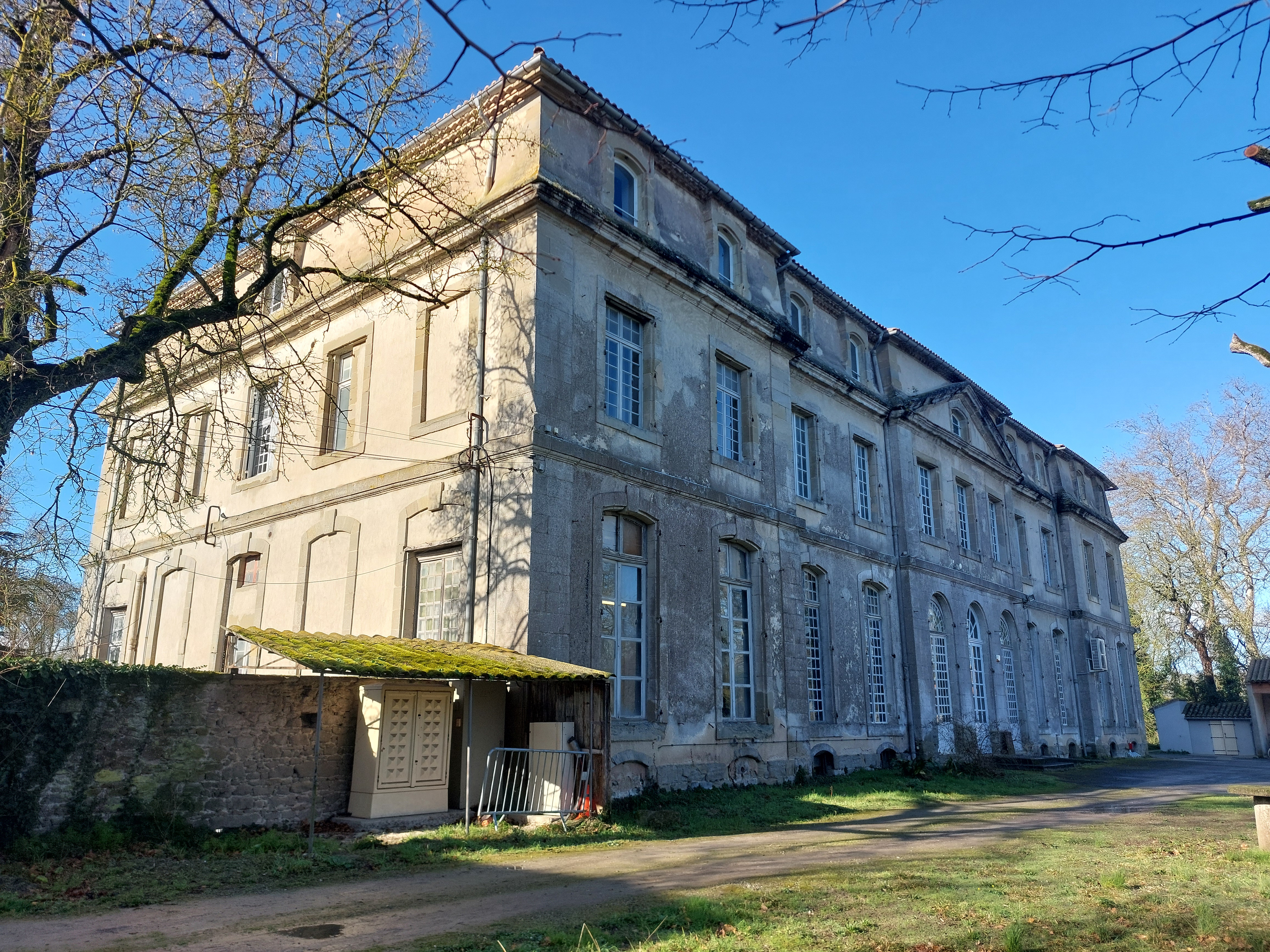
Le château vu sur l'arrière.
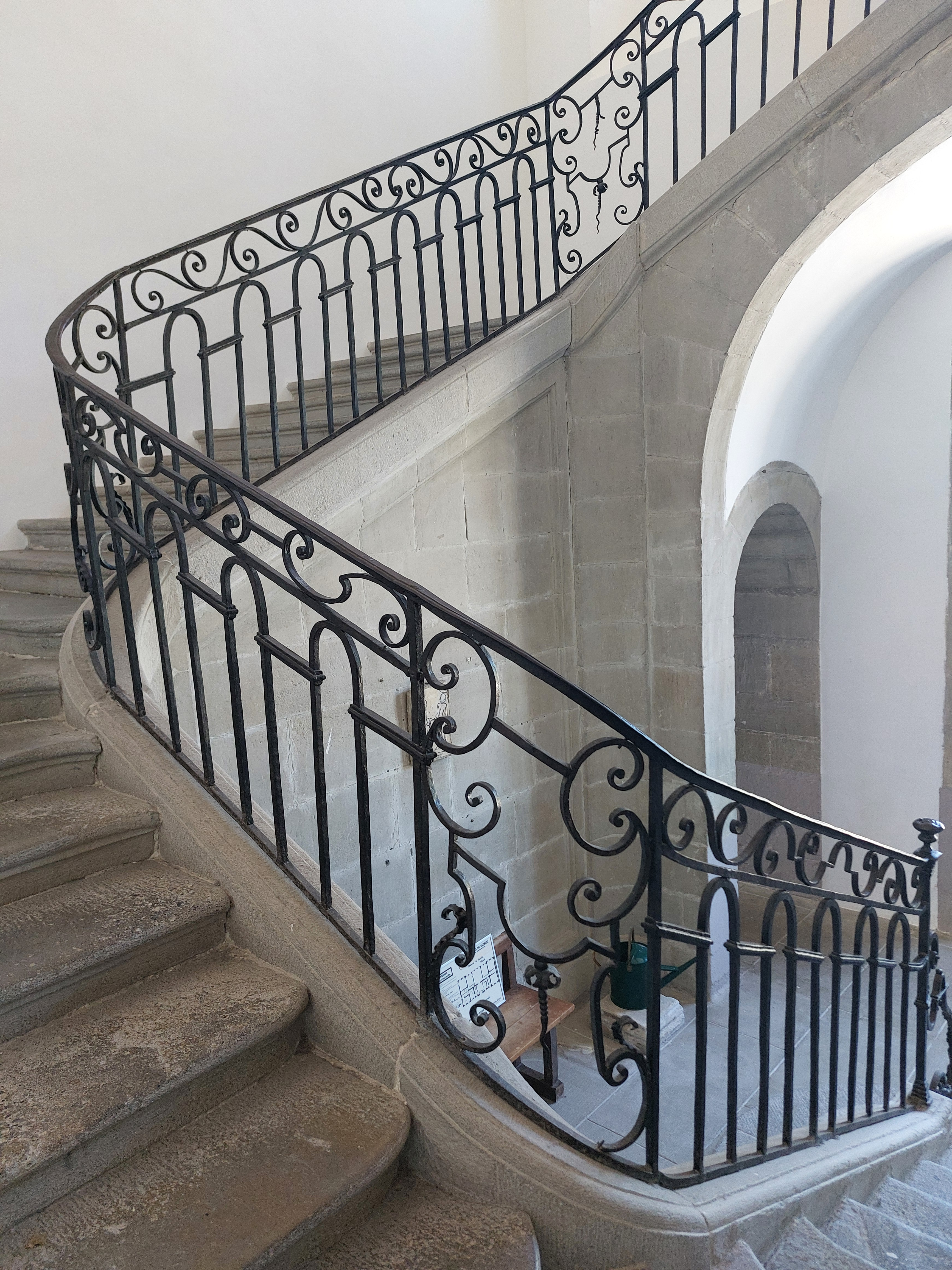
L'escalier d'honneur.
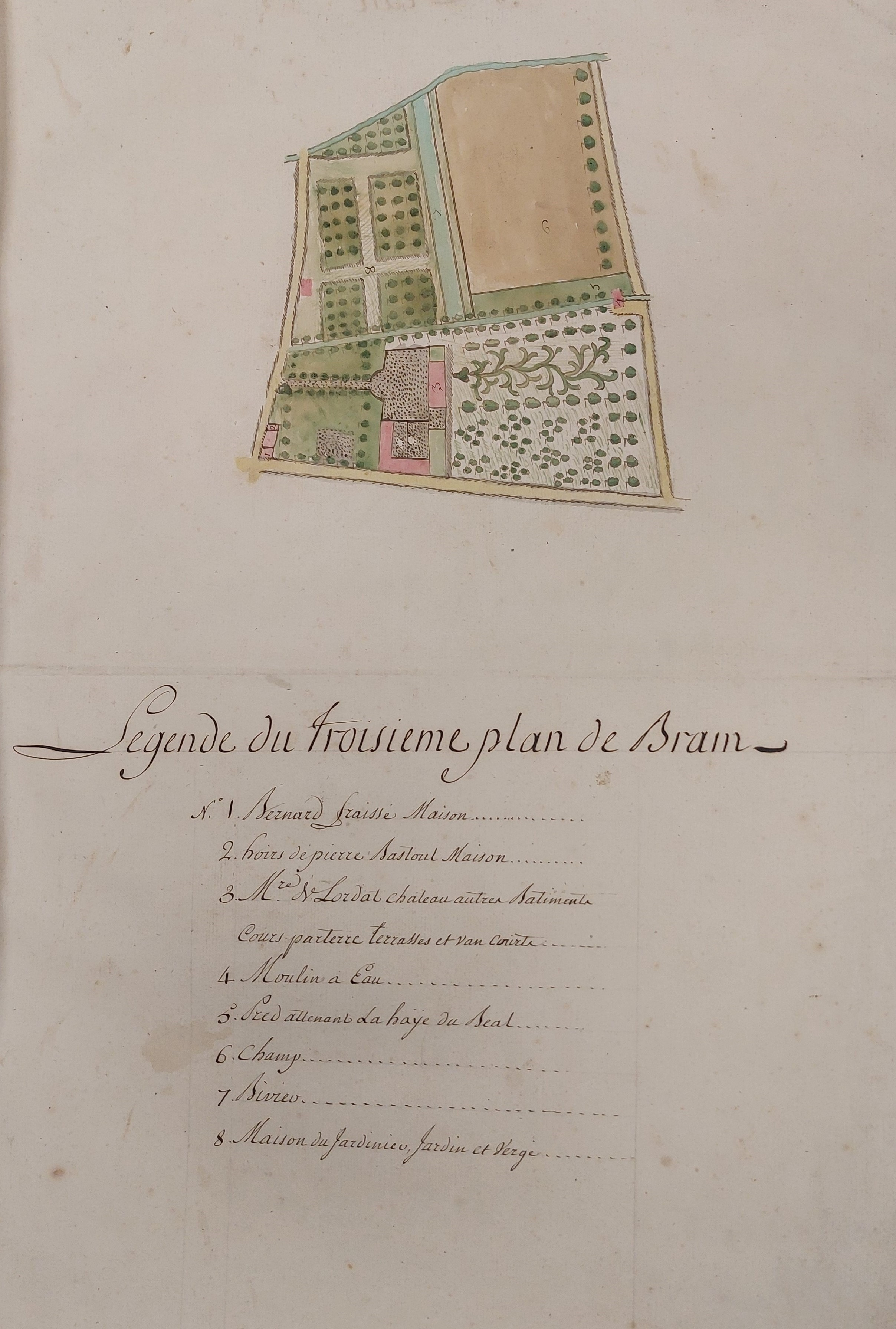
Plan cadastral du château et parc de Lordat daté de 1760.
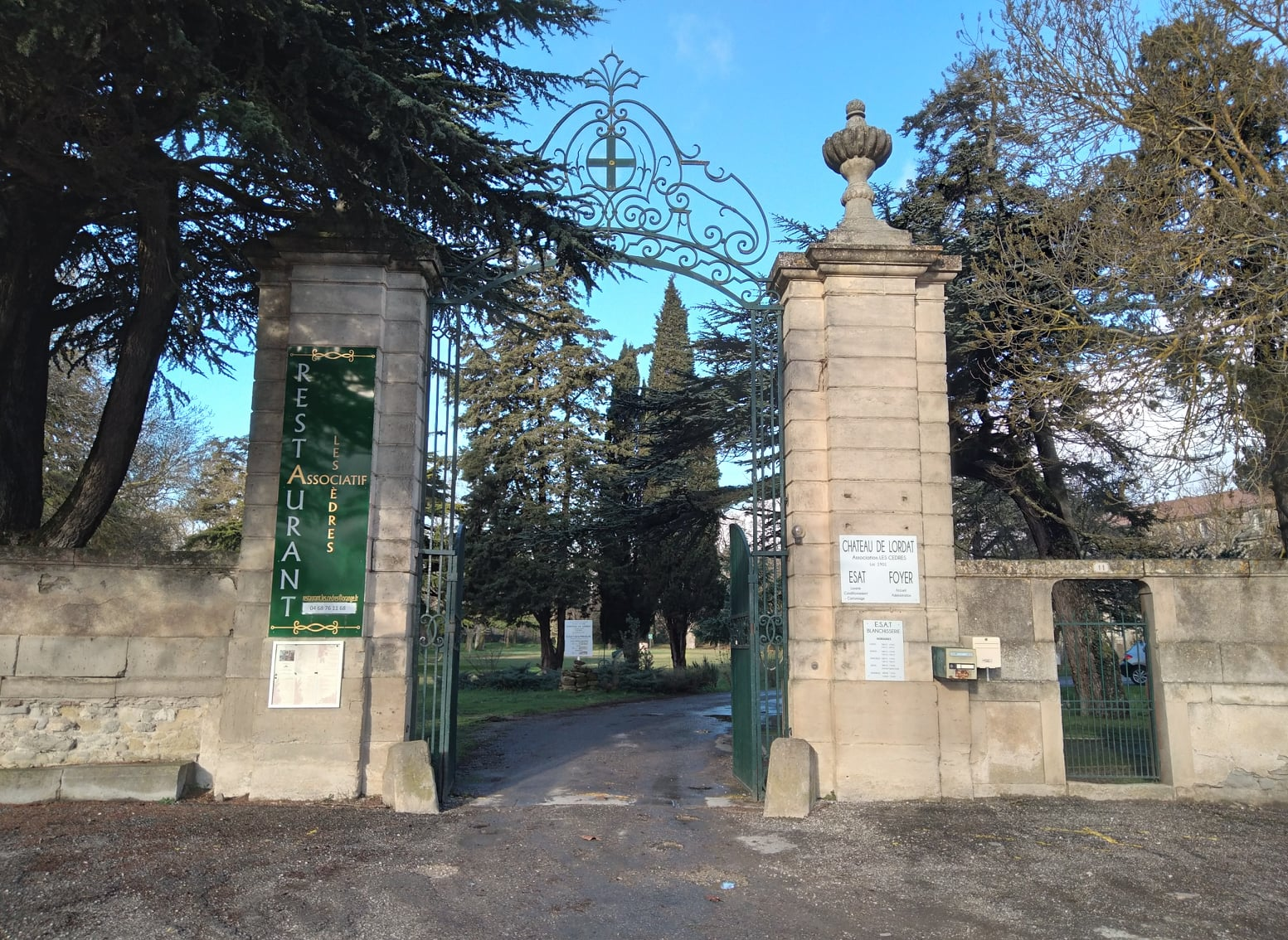
La grille d'entrée du château visible de l'avenue Pierre-Paul Riquet.
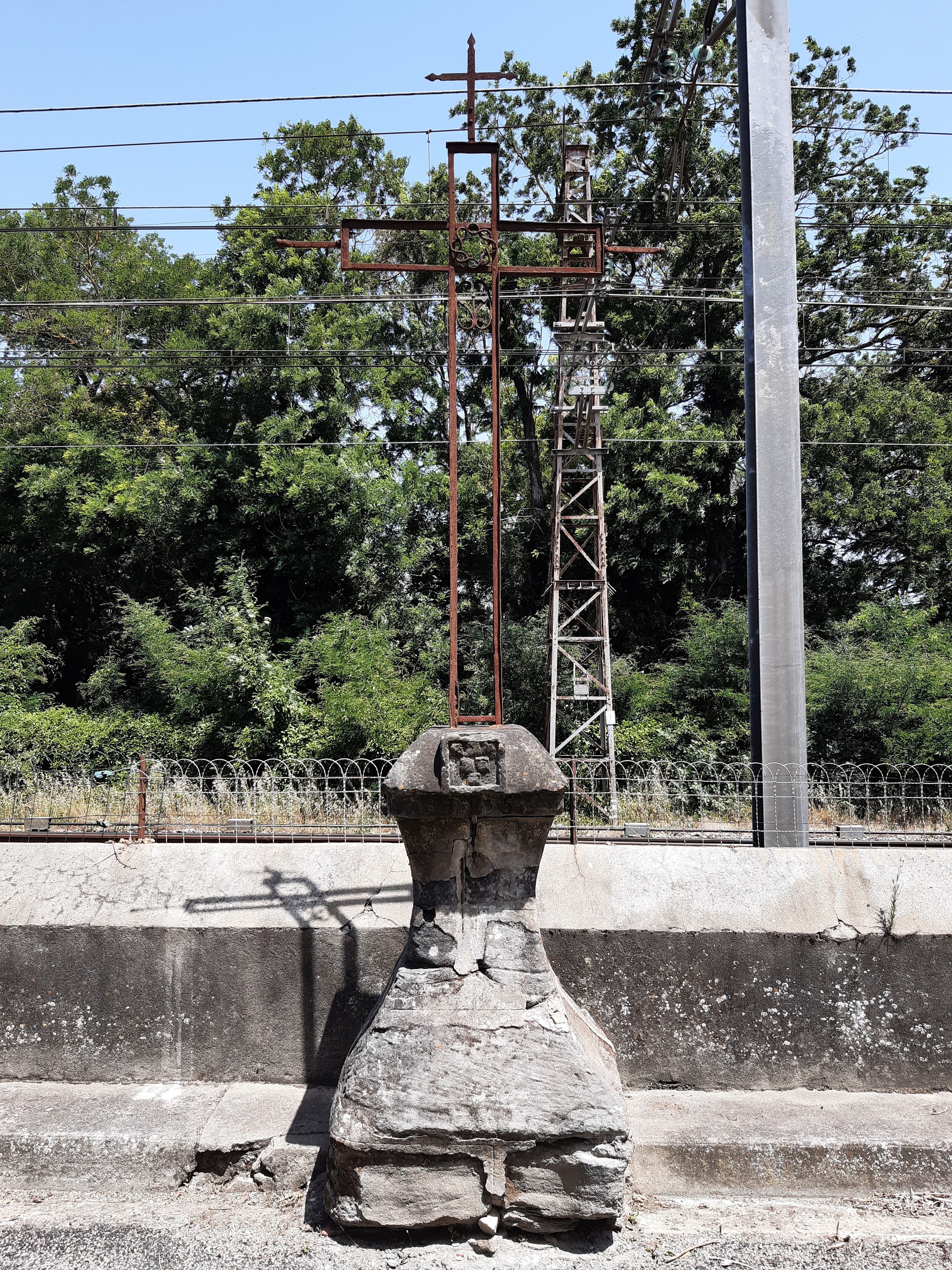
Croix de la Passion, datée de 1805, située derrière la mairie, à l'emplacement de l'ancienne esplanade et entrée du château.
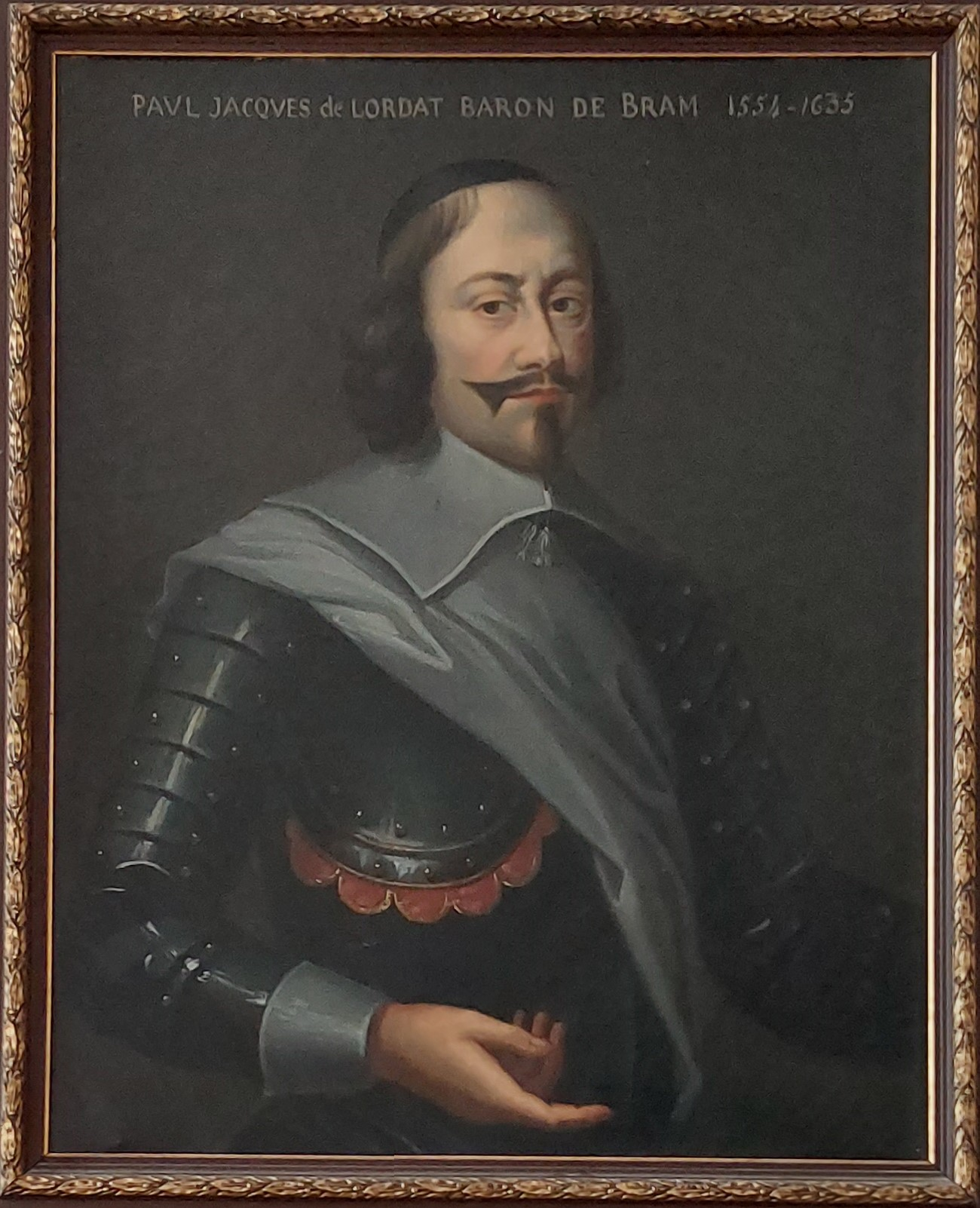
Le baron Paul-Jacques de Lordat (1554-1635), fondateur de la branche de Bram.
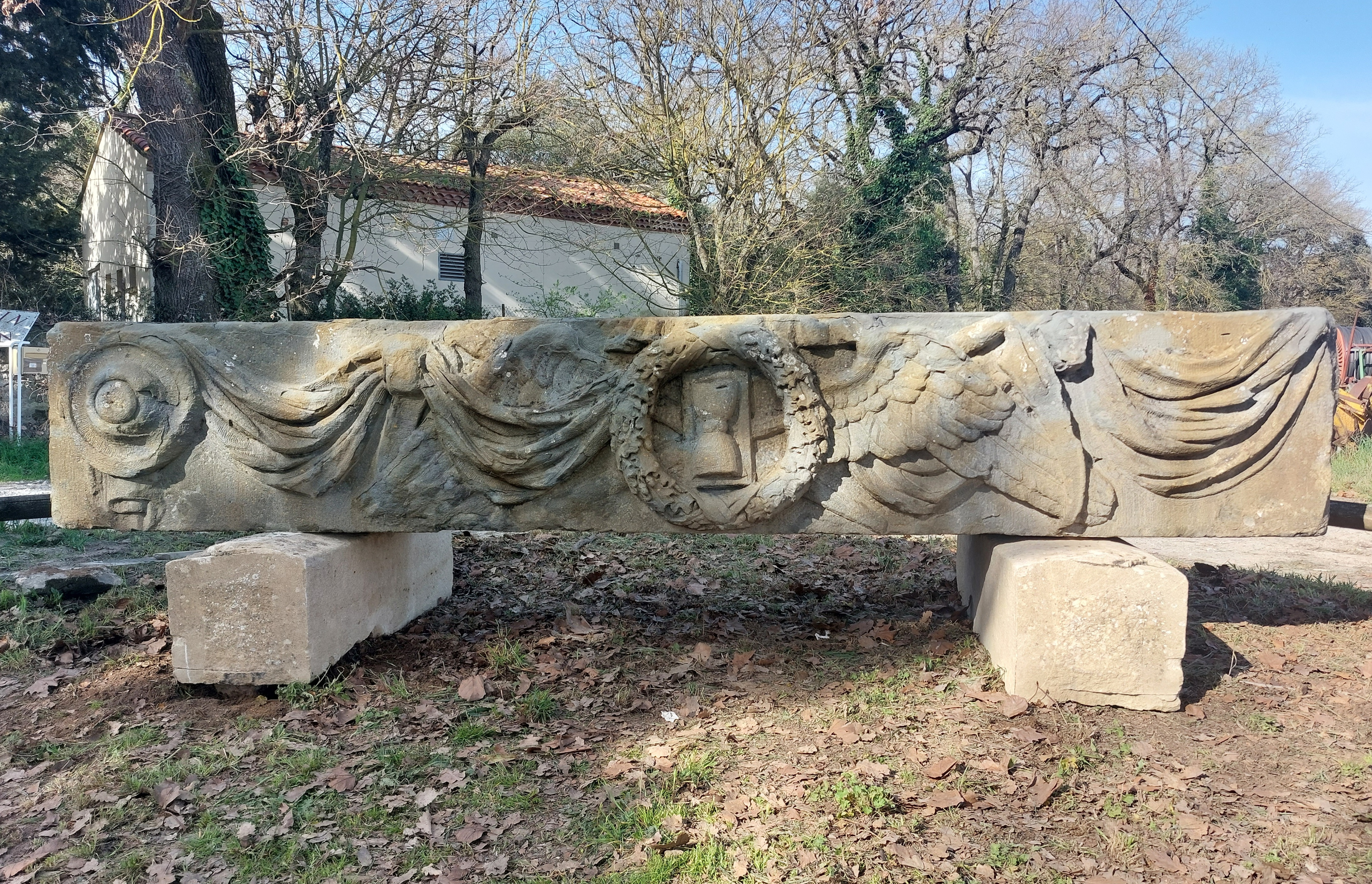
Frontispice du mausolée des Lordat, visible à côté du château, le long de la promenade Albert Gau.